# Psammobotys
Psammobotys là một chi bướm đêm thuộc họ Crambidae.